# San Juan de las Abadesas
San Juan de las Abadesas (oficialmente y en catalán, Sant Joan de les Abadesses) es un municipio de Cataluña, España. Perteneciente a la provincia de Gerona en la comarca del Ripollés, situado entre Camprodón y Ripoll, en la confluencia del río Ter y la riera de Arçamala, en el valle de San Juan.

## Geografía
Integrado en la comarca del Ripollés, se sitúa a 76 kilómetros de la capital provincial. El término municipal está atravesado por la carretera nacional N-260, entre los pK 101 y 111, por la carretera autonómica C-38, que conecta con Sant Pau de Segúries, y por carreteras locales que permiten la comunicación con Ogassa y Riudaura.
El relieve del municipio está definido por el valle del río Ter y por las montañas que lo limitan, como son la sierra Cavallera al norte y las sierras meridionales que incluyen los picos Colomer (1204 m) y Castelltallat (1275 m). Un apéndice del territorio se extiende más hacia el este y se adentra hacia la comarca de la Garrocha, donde está situado el vecindario de Santa Llúcia de Puigmal. La altitud oscila entre los 1319 m en el extremo norte, cerca del límite con Camprodón y los 720 m a orillas del río Ter. El pueblo se alza a 784 m sobre el nivel del mar. 
| Noroeste: Ogassa   | Norte: Ogassa y Camprodón | Nordeste: San Pablo de Seguries |
| Oeste: Campdevánol |                           | Este: Vall de Vianya            |
| Suroeste: Ripoll   | Sur: Vallfogona           | Sureste: Riudaura               |

## Demografía
San Juan de las Abadesas cuenta con una población de 3375 habitantes (INE 2024).
| Gráfica de evolución demográfica de San Juan de las Abadesas entre 1842 y 2021 |
| |
| Población de derecho según los censos de población del INE Población de hecho según los censos de población del INEEn 1857 crece el término del municipio porque incorpora a Santa Lucía En 1877 crece el término del municipio porque incorpora a Ribera de San Juan de las Abadesas |

## Administración y política

#### Lista de alcaldes
| Periodo   | Nombre                                     | Partido  |
| --------- | ------------------------------------------ | -------- |
| 1979-1983 | Pedro Picart Folcra                        | CiU      |
| 1983-1987 | José Basagaña Bosch                        | Ind.     |
| 1987-1991 | Luis Grabulosa Vila                        | CiU      |
| 1991-1995 | Gerardo Costa Albrich                      | CiU      |
| 1995-1999 | José Basagaña Bosch                        | PSC-PSOE |
| 1999-2003 | Carlos Basagaña Serra                      | PSC-PSOE |
| 2003-2007 | Carlos Basagaña Serra Elisabet Regué Pujol | ERC      |
| 2007-2011 | Ramón Roque Riu                            | PSC-PSOE |
| 2011-2015 | Ramón Roque Riu                            | PSC-PSOE |
| 2015-2019 | Ramón Roque Riu                            | MES      |
| 2019-2023 | Ramón Roque Riu                            | MES      |
| 2023-act. | Ramón Roque Riu                            | MES      |

## Comunicaciones

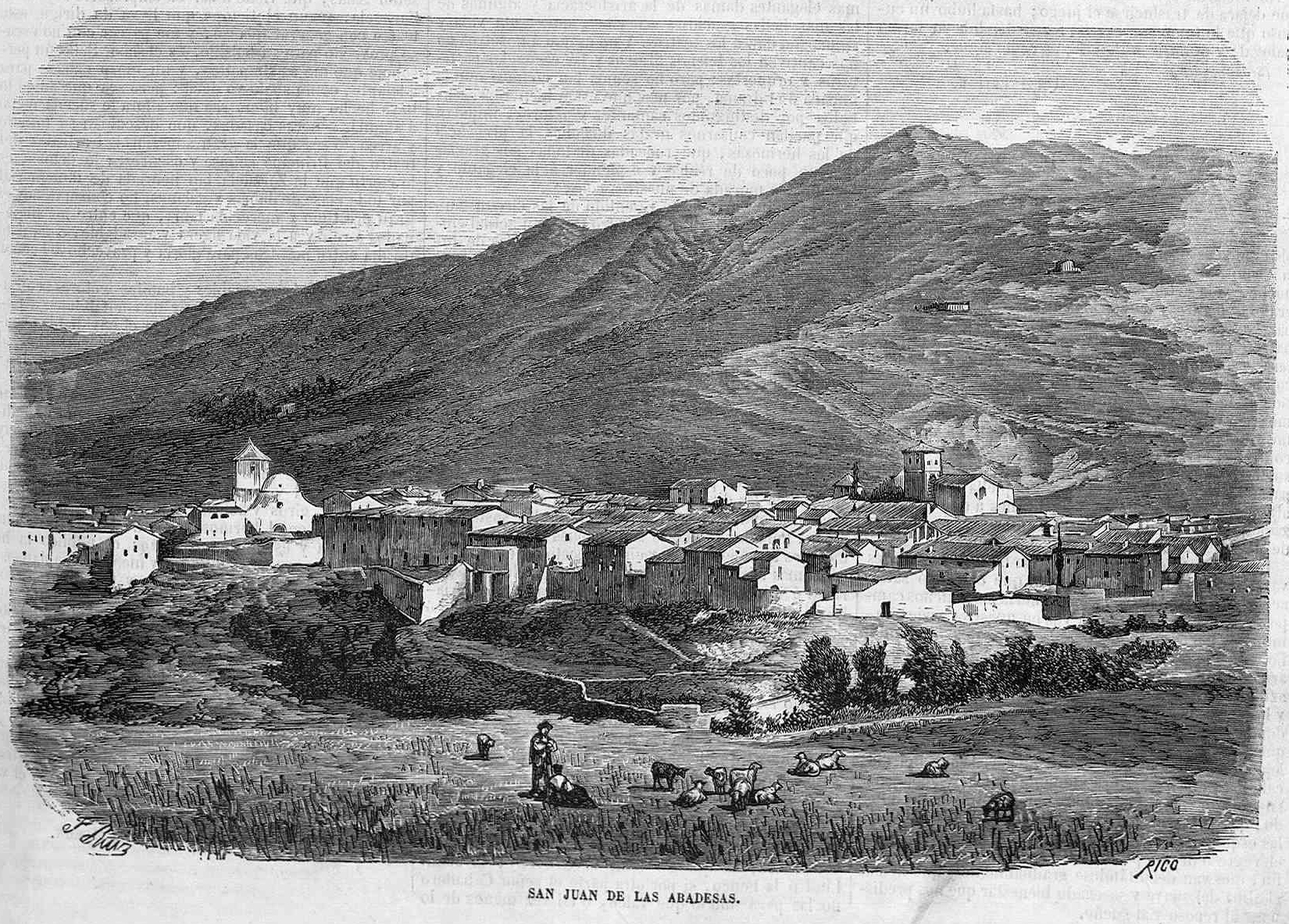
Grabado antiguo de San Juan de las Abadesas, publicado en 1866 en El Museo Universal.

Hasta mediados de la década de 1980 estuvo comunicado por ferrocarril con Ripoll y Barcelona.

## Lugares de interés

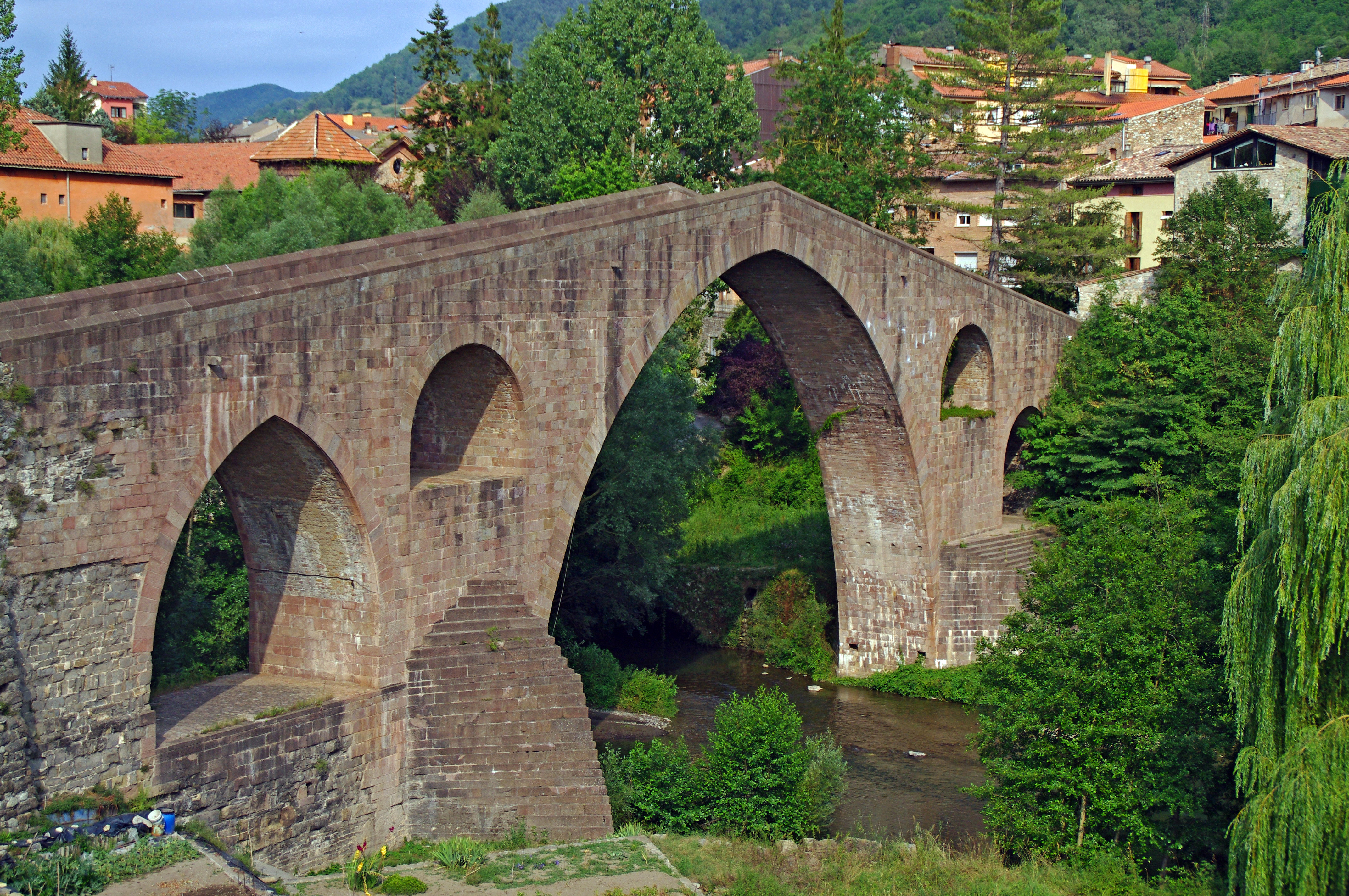
Pont Vell

Es famoso su monasterio fundado en el s. IX (887) por Wifredo el Velloso (en catalán Guifré el Pilós) y su esposa la condesa Guinedilda como dote de su hija Emma de Barcelona que pasaría a ser su primera Abadesa.
Esta localidad tiene como patrimonio estructural dos puentes históricos sobre el río Ter: El viejo puente medieval o Pont Vell y un puente de hormigón del siglo XX conocido como Pont Nou.

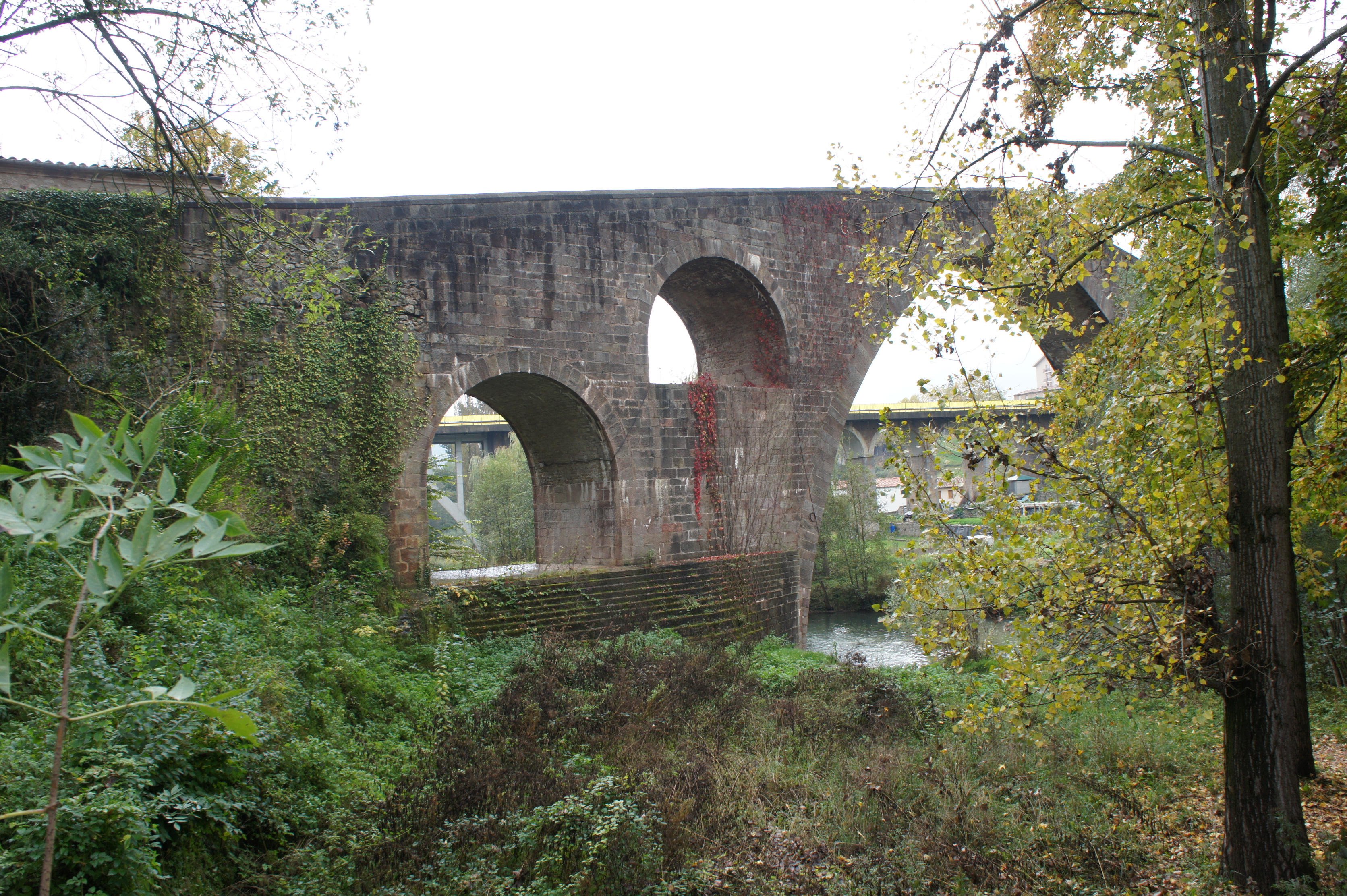
Pont Vell sobre el río Ter.

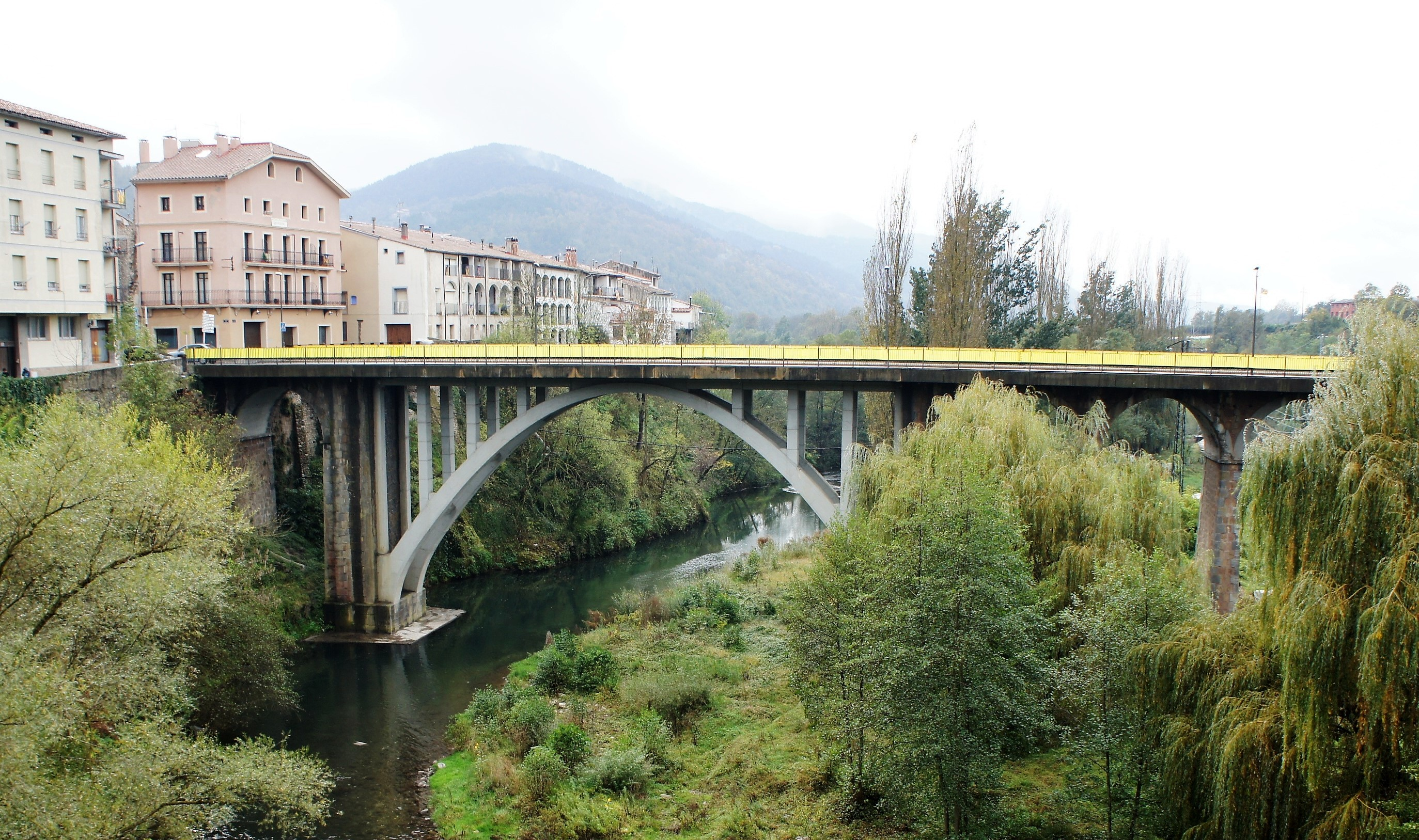
Pont Nou sobre río Ter.

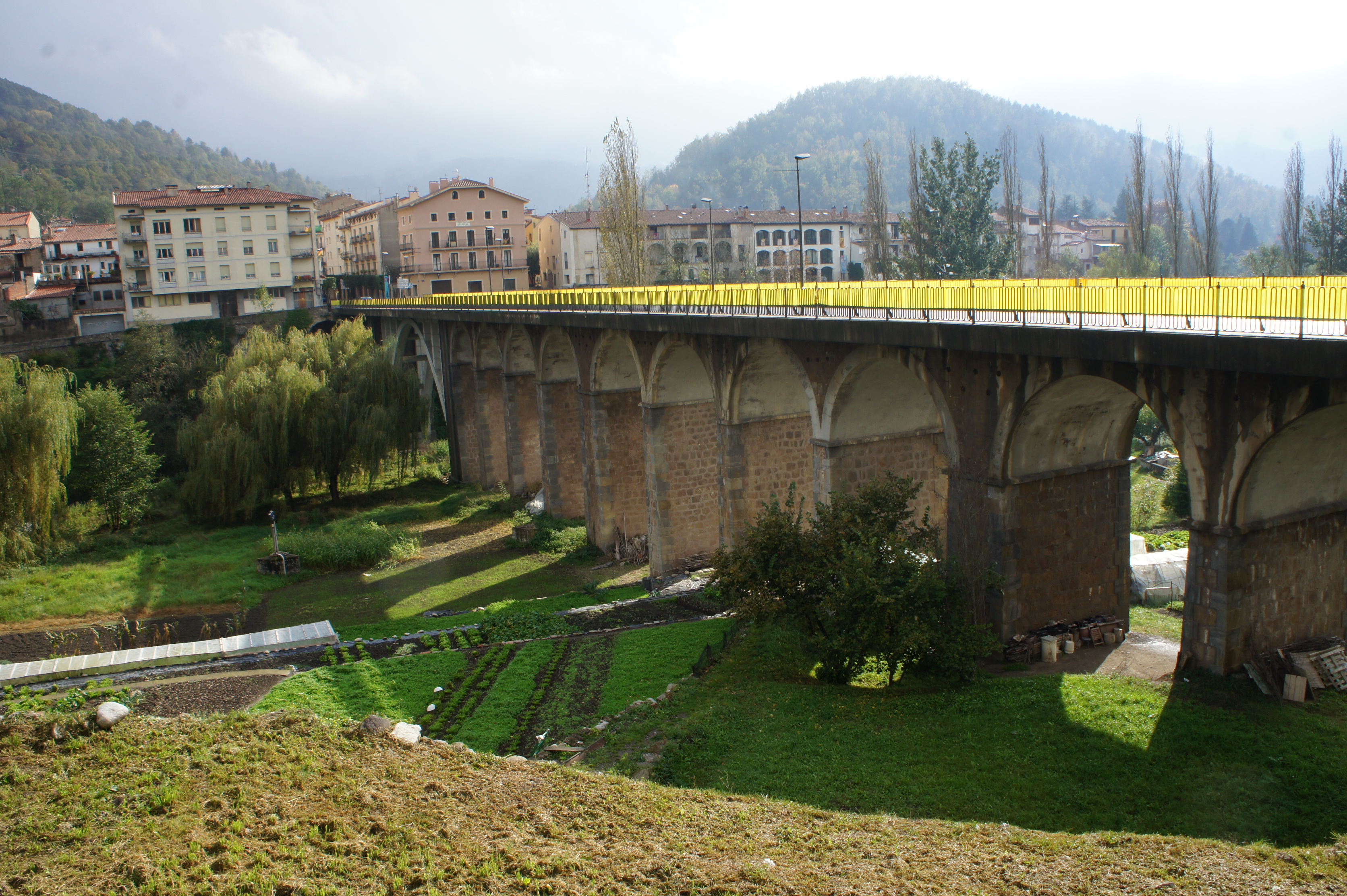
Pont Nou sobre río Ter.

## Hermanamiento
- San Luis Potosí, México
- Le Palais-sur-Vienne, Francia